# Bai Jobe
Bai Jobe (* im 20. Jahrhundert in Gunjur; † 10. September 2020 in Serekunda-Sinchu Baliya) war ein gambischer Fußballschiedsrichter.

## Leben
Jobe war erst Torhüter für die White Phantoms und wechselte später zum Kwame Football Club in Serekunda. Im Oktober 1986 begann er seine Schiedsrichterkarriere erst in der heimischen Liga, dan als internationaler FIFA-Schiedsrichter.
Er war auch ausgebildeter Bauingenieur (nach anderer Quelle: Municipal Engineer).

## Turniere
Jobe leitete als Unparteiischer Spiele (unvollständige Liste):
- Amílcar-Cabral-Cup 1988 (1. Runde): Kap Verde gegen Mauretanien
- Afrika-Cup 1994 (Qualifikation): Senegal gegen Guinea-Bissau